# Nitokris
Nitokris (grško starogrško Νίτωκρις Nítokris) naj bi bila zadnja vladarica (faraonka) iz Šeste egipčanske dinastije. Njeno ime je omenjeno v Herodotovih Zgodbah in Manetonovi Egiptiaki (Zgodovina Egipta), zgodovinsko pa je vprašljiva. Če je resnično bila zgodovinska oseba, je morda vladala v medvladju kot sestra Merenreja II. in hčerka Pepija II. in kraljice Neit. Druga možnost, ki jo zagovarja danski egiptolog in filolog Kim Ryholt, je, da je Nitokris legendarna oseba, ki izhaja iz zgodovinske osebe, moškega faraona Nečerkareja, naslednika Merenreja II., ki je vladal na prehodu iz Starega kraljestva v prvo vmesno obdobje Egipta. 

## Staroveški zapisi
Po Herodotu (Zgodbe ii-100)  se je Nitokris maščevala morilcem svojega brata, »kralja Egipta«. Povabila jih je na banket, zaprla banketno dvorano in vanjo preusmerila vodo iz Nila, da so se utopili. Da bi se izognila novi zaroti, je naredila samomor, morda tako, da je stekla v gorečo hišo.
Maneton piše, da je zgradila »tretjo piramido« v Gizi, katero sodobni zgodovinarji pripisujejo faraonu Menkaureju iz Četrte dinastije (vladal 2532–2503 pr. n. št.). Maneton je najverjetneje pomešal Nitokrisin priimek ali Menkarejevo  prestolno ime z zelo podobnim iimenom faraona Menkaureja. Herodot omenja tudi babilonsko kraljico z istim imenom in govori o njenih gradnjah v Babilonu, povezanih predvsem s preusmerjanjem toka Evfrata.  Znana je zgodba o napisu na njeni grobnici, s katerim se je ponorčevala iz Dareja. Sprovocirani Darej je grobnico odprl in v njej našel drug napis, na katerem mu očita, da jo je odprl iz golega  pohlepa.  
V izvirih egipčanskih napisih Nitokris ni omenjena, ker verjetno sploh ni obstajala. Dolgo se je domnevalo, da je na Torinskem seznamu kraljev  pod imenom Nitikreti (nt-ỉqrtỉ) omenjena kot faraonka iz Devetnajste dinastije. Za fragment kot tak se je domnevalo, da spada v Šesto dinastijo, kar naj bi potrjevalo Herodotove in Manetonove trditve. Mikroskopska analiza papirusa Torinskega seznama kraljev je pokazala, da fragment spada na drugo mesto in da je Nitikreti priimek (prenomen) faraona Nečerkare Siptaha I. Slednji je na Abidoškem seznamu kraljev omenjen kot naslednik faraona Nemčemsafa iz Šeste dinastije. Na tem seznamu je Nečerkare Siptah na enakem mestu kot ga ima  na Torinskem seznamu kraljev Nečerkare. 